# Prionotus longispinosus
Prionotus longispinosus és una espècie de peix pertanyent a la família dels tríglids.

## Descripció
- Fa 35 cm de llargària màxima.[5][6]

## Hàbitat
És un peix marí, demersal i de clima tropical.

## Distribució geogràfica
Es troba a l'Atlàntic occidental: des del nord del Golf de Mèxic fins a Cuba.

## Costums
Els adults es troben, majoritàriament, per sota dels 27 m de fondària i els joves són molt comuns en badies i estuaris.

## Observacions
És inofensiu per als humans.